# Романов, Анатолий Александрович
Анато́лий Алекса́ндрович Рома́нов (род. 27 сентября 1948, Михайловка, Белебеевский район, Башкирская АССР, РСФСР, СССР) — советский и российский военный деятель, генерал-полковник, Герой Российской Федерации (1995). 
Бывший заместитель министра внутренних дел Российской Федерации — командующий внутренними войсками МВД России и командующий Объединённой группировкой федеральных войск в Чечне.
В октябре 1995 года в Чечне пережил покушение, в результате которого получил перелом основания черепа и потерял способность разговаривать и самостоятельно передвигаться. Находится на лечении в Главном военном клиническом госпитале войск Национальной гвардии в Балашихе. Может понимать написанный текст, реагировать и сообщать о своём состоянии взмахами руки и движениями глаз.

## Биография

### Происхождение
Родился 27 сентября 1948 года в деревне Михайловка Белебеевского района Башкирской АССР в многодетной крестьянской чувашской семье. Отец, Александр Матвеевич Романов, участник Великой Отечественной войны, оставшийся в 1943 году без ноги, воспитывал кроме Анатолия ещё семь детей. 
Анатолий Романов окончил неполную среднюю школу в деревне Илькино (к которой в конце 1950-х годов была присоединена родная деревня Анатолия Романова Михайловка); в дальнейшем учился в школе близлежащего города Белебей. В 1966 году после окончания полной средней школы устроился работать фрезеровщиком.

### Военная служба
29 октября 1967 года был призван на срочную службу во внутренние войска МВД СССР. Службу проходил в 95-й дивизии внутренних войск, занимавшейся охраной важных государственных объектов и специальных грузов, дислоцированной в городе Жуковский Московской области (в/ч № 3455, существовавшая до 2009 года). К концу службы дослужился до звания старшего сержанта, занимал должности командира отделения и заместителя командира взвода. В октябре 1969 года, по окончании срочной службы, поступил в Саратовское высшее военное командное Краснознамённое училище МВД СССР имени Ф. Э. Дзержинского.
В 1972 году окончил училище с отличием и, как лучший в выпуске, был оставлен в нём для службы. За время службы в училище с 1972 по 1984 год занимал должности курсового офицера, помощника начальника учебного отдела, преподавателя кафедры огневой подготовки, командира курсантского батальона. Параллельно со службой в училище с 1978 по 1982 год являлся слушателем заочного факультета Военной академии имени М. В. Фрунзе.
В 1984 году назначен начальником штаба 546-го полка внутренних войск 93-й дивизии внутренних войск, с 1985 года — его командиром. Полк располагался в закрытом городе Златоуст-36 Челябинской области и занимался охраной города и оборонного завода. В 1988 году был переведён в город Жуковский Московской области и назначен начальником штаба 95-й дивизии внутренних войск, в которой ранее проходил срочную службу.
С 1989 по 1990 год в звании подполковника, а с 1990 по 1991 год — полковника, являлся слушателем Военной академии Генерального штаба Вооружённых сил имени К. Е. Ворошилова. После окончания академии с июня 1991 года служил командиром 96-й дивизии внутренних войск в Свердловске. В марте 1992 года назначен начальником Управления специальных частей внутренних войск, в том же году получил звание генерал-майора. С марта 1993 года стал начальником Управления по охране важных государственных объектов и специальных грузов, а с середины того же года — заместителем командующего внутренними войсками МВД РФ — начальником Управления боевой подготовки внутренних войск МВД России.

### Роль в событиях сентября — октября 1993 года в Москве
В дни событий сентября — октября 1993 года в Москве А. А. Романов значился заместителем командующего внутренними войсками МВД России. Командующий внутренними войсками МВД России Анатолий Куликов рассказывал, что имелись «попытки Хасбулатова перетянуть нас на свою сторону. В марте 1993 года он передал моему заму, Анатолию Романову, предложение о встрече. Посредником на переговорах выступил депутат Коровников, бывший сослуживец Романова <…>. Встреча прошла в Белом доме. Как мне потом рассказал Романов, Хасбулатов зондировал, как будут действовать внутренние войска в случае обострения обстановки. <…> Романов ничего определённого, естественно, не ответил. <…> А где-то через неделю Романов сообщил, что со мной и с ним хотят встретиться Коровников и Семигин. Как я понимаю, Хасбулатов решил ещё раз через своих помощников прощупать настроения командования внутренних войск. Ерин дал добро, и мы встретились. <…> Хасбулатов утратил интерес к дальнейшим переговорам с нами. Понял, что на внутренние войска рассчитывать нельзя».
А. С. Куликов в своей книге о событиях тех времён писал: «Вечером собрал своих заместителей и объявил, что если кто-нибудь из них не считает возможным выполнять поставленные задачи, может тотчас покинуть службу. Никто за это преследоваться не будет. К счастью, ни один из заместителей не отказался. Наоборот, встал генерал Анатолий Романов и твёрдо сказал: „Мы в одной команде. Будем выполнять распоряжения командующего!“».
В итоге в противостоянии Верховного Совета и Президента России подчинённые А. А. Романову подразделения МВД России выступили на стороне последнего. В это время он находился на передовом командном пункте в мэрии Москвы, возле Белого Дома и, в том числе, 4 октября руководил его штурмом вместо генерала А. А. Шкирко, связь с которым в течение дня не удалось установить. Указом президента России от 7 октября 1993 года № 1601 «за мужество и отвагу, проявленные при выполнении специального задания в условиях, сопряжённых с риском для жизни» А. А. Романов был награждён орденом «За личное мужество». 
Указывается, что у А. А. Романова «стремительный карьерный рывок произошёл сразу после расстрела Белого дома в октябре 1993 года, когда в результате противостояния Верховного совета и действующего главы государства Бориса Ельцина погибло более 150 и было ранено порядка 400 человек, в основном мирные жители. В этой неоднозначной истории Анатолий Романов выступил на стороне Бориса Ельцина, фактически возглавив штурм Белого дома <…>, и тот оценил преданность генерала». Бывший народный депутат Верховного Совета Евгений Тарасов называет генерала А. А. Романова «участником расстрела 1993 года <…>, мучителем узников стадиона „Красная Пресня“». В книге, изданной под эгидой Росгвардии, приведены слова бывшего командующего внутренними войсками МВД России В. В. Овчинникова: «Генерал Романов исполнял свой долг в тревожной осенней Москве 1993 года уверенно и достойно, осуществляя руководство подразделениями внутренних войск на том направлении, где решалась судьба России. Радиоперехват его докладов командованию ВВ, позднее опубликованный в российских СМИ, даже в самые драматические моменты противостояния фиксирует только спокойный, ровный голос Романова. Наименование ордена — «За личное мужество», которым генерал-майор А. А. Романов был награжден за успешное выполнение служебных обязанностей, точнее всего характеризует совершённое им в обстановке безволия и выжидания, проявленных многими представителями высокой государственной власти. Он не боялся брать на себя ответственность. И, взяв её, делал всё возможное для спасения жизни москвичей и водворения порядка на столичных улицах».

### Чеченская кампания
В должности заместителя командующего внутренними войсками принимал участие в их реформировании и составлении планов действий на случай дестабилизации обстановки в самопровозглашённой Ичкерии. В октябре 1994 года принял командование над войсковой оперативной группой внутренних войск на Северном Кавказе, в том же году был повышен в звании до генерал-лейтенанта. В декабре того же года во главе группировки внутренних войск РФ в Чечне вошёл в Ичкерию. 
Указом Президента Российской Федерации от 31 декабря 1994 года был награждён орденом «За военные заслуги» за № 1.
7—8 апреля 1995 года, в частности, осуществлял общее руководство операцией МВД РФ, в ходе которой произошло массовое убийство в Самашках.
19 июля 1995 года был назначен заместителем министра внутренних дел России — командующим внутренними войсками по представлению А. С. Куликова, освободившего эту должность и ставшего министром внутренних дел России. Одновременно Романов стал командующим Объединённой группировкой федеральных войск в Чечне.

### Покушение

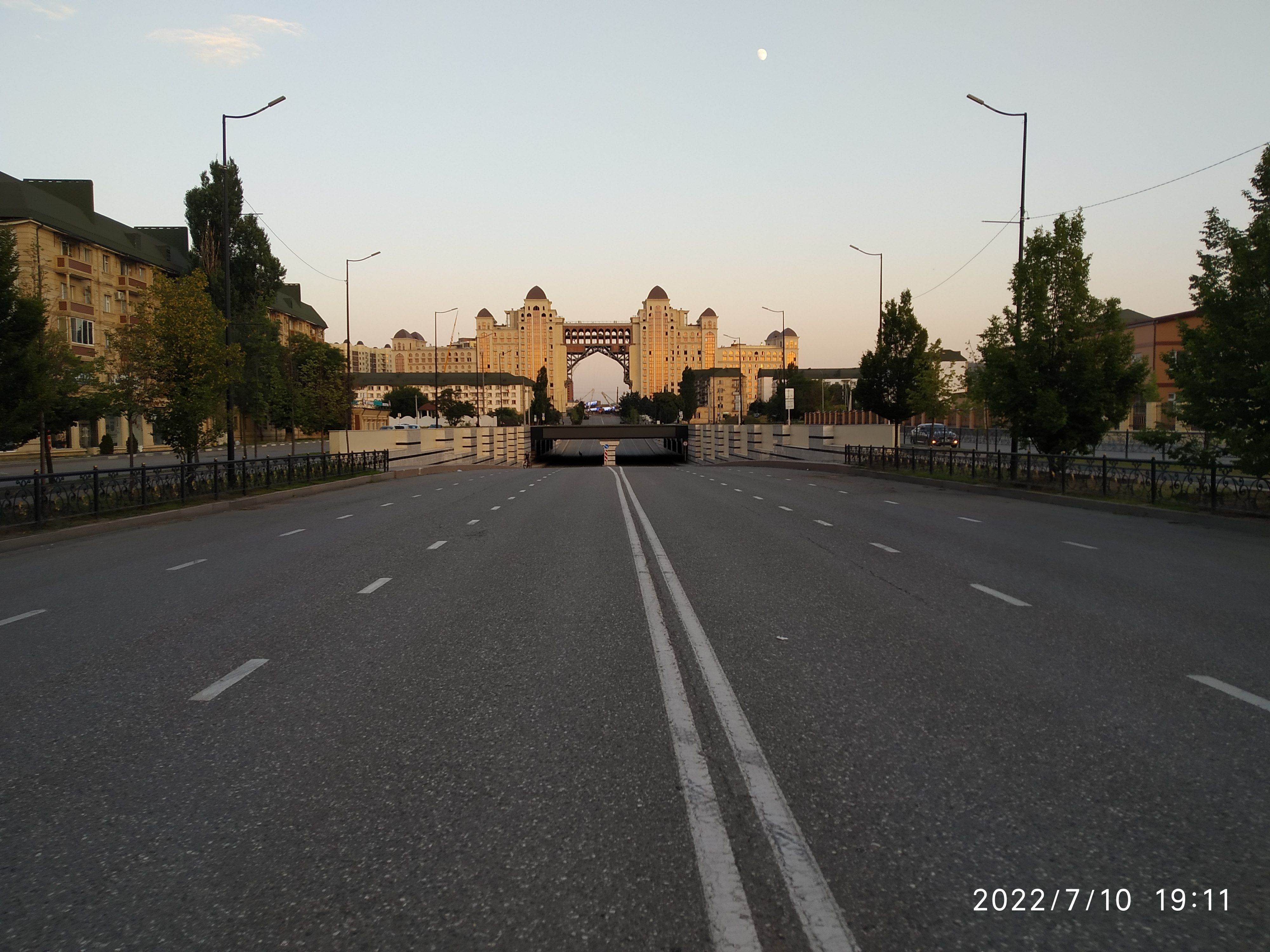
Место покушения. Тоннель и площадь Минутка

Генерал-лейтенант А. А. Романов на должности командующего группировкой активно участвовал в процессе урегулирования военного конфликта, а также создания условий для его реализации (в частности, он отвечал за «военный блок»). 6 октября 1995 года были назначены переговоры с одним из лидеров сепаратистов Асланом Масхадовым, в которых должно было принять участие командование СКВО. В этот же день за несколько часов до переговоров генерал А. А. Романов выехал в аэропорт «Северный» для встречи с Русланом Хасбулатовым — политическим деятелем чеченского происхождения, не единожды предлагавшим свою кандидатуру в роли посредника для урегулирования конфликта, чтобы обсудить некоторые из вопросов для переговоров. В Грозном в тоннеле под железнодорожным мостом около площади Минутка во время следования его колонны взорвался радиоуправляемый фугас. Автомобиль УАЗ-469, в котором находился генерал Романов, оказался в центре взрыва. А. А. Романов был тяжело ранен и впал в кому. По мнению А. С. Куликова, спасло генерала Романова то, что он был в бронежилете и в шлеме. А. С. Куликов в своих мемуарах отмечал связь Зелимхана Яндарбиева, исполнявшего после гибели Дудаева обязанности президента Ичкерии, с покушением на генерала А. А. Романова. По сведениям А. С. Куликова, Аслан Масхадов поручил организацию этого покушения Аюбу Вахаеву, а непосредственным исполнителем стал Ваха Курмахматов, также существовали свидетельства, что одним из организаторов являлся Рамзан Юсупов, хорошо разбиравшийся во взрывном деле.
7 ноября 1995 года Анатолию Романову было присвоено звание генерал-полковника, а 28 декабря он был освобождён от должности командующего внутренними войсками по состоянию здоровья.

### Лечение
После покушения генерала Романова переправили в военный госпиталь во Владикавказ. 18 дней он провёл в коме, после чего, по словам супруги, начал реагировать на внешние раздражители. У него были диагностированы перелом основания черепа и множественные осколочные ранения. Из Владикавказа генерала перевезли в Главный военный клинический госпиталь имени Н. Н. Бурденко.
В июле 2009 года после 13 лет лечения в Главном военном клиническом госпитале имени академика Н. Н. Бурденко генерал Романов был переведён в Главный военный клинический госпиталь внутренних войск МВД России в подмосковной Балашихе. Там он проходил лечение стволовыми клетками, но это привело всего лишь к ускорению роста волос и ногтей.
По состоянию на начало 2014 года генерал по-прежнему не может разговаривать, однако реагирует на речь других людей мимикой, иногда взмахами руки, также способен понимать написанные на бумаге тексты. Ведётся создание программы, способной распознавать движения глаз Романова и таким образом набирать текст. Физическое состояние генерала удовлетворительное: он не истощён (его вес составляет около 70 килограммов), не имеет пролежней, мышцы ослаблены, но не атрофировались.

## Семья
Жена — Лариса Васильевна Романова, в браке с сентября 1971 года. В связи с тяжёлым состоянием супруга она ежедневно навещает его в палате, вывозит на прогулки на улицу, делает массаж во избежание пролежней.

## Награды и признание

Памятник генерал-полковнику Романову А. А. в Саратове

5 ноября 1995 года указом Президента Российской Федерации № 1075 генерал-лейтенанту Романову было присвоено звание Героя России. 28 октября 1997 года Анатолию Романову присвоено звание почётного гражданина Саратова. В том же году был создан фонд содействия развитию спорта и медицины имени Романова. В 2002 году стал лауреатом премии «Российский Национальный Олимп» в номинации «Национальный герой». Награду он получил лично. В Саратове открыта памятная доска Анатолию Романову. Одна из аллей Саратова носит имя Анатолия Романова.
Награждён орденами и медалями:
- Орден Красной Звезды (№ 3789284, 1988);
- Орден «За личное мужество» (№ 2039, 1993);
- Орден «За военные заслуги» (№ 1, 1994);
- Медаль «За безупречную службу» трёх степеней;
- Юбилейные медали;
- Краповый берет — вручён в апреле 1995 года за вклад в развитие специальных подразделений Внутренних войск[28].